# Eichtalpark
Der Eichtalpark ist eine circa 7,5 Hektar große öffentliche Parkanlage im Hamburger Stadtteil Wandsbek. Er erstreckt sich entlang der Wandse zwischen der Kedenburgstraße im Westen und der Straße Bei der Hopfenkarre im Osten. Im Norden wird er durch die Walddörferstraße, im Süden durch die Ahrensburger Straße begrenzt.

## Geschichte
Der Park geht auf ein früheres Privatanwesen des Wandsbeker Lederfabrikanten Lucas Lütkens zurück. Der aus Hamburg stammende Gerbermeister nahm den Mühlenstandort von 1835 in Besitz und betrieb auf dem weitläufigen Gelände am Wandse-Ufer bis 1872 eine Lohgerberei. Die beiden Söhne führten den Betrieb weiter und legten jenseits der Chaussee eine Eichenplantage an, um aus deren Rinde und Laub Gerbstoffe für die Lederherstellung zu gewinnen. Aus einer Liebhaberei für exotische Pflanzen erwuchs in dieser Zeit zudem der Grundstock für den späteren Park. Sein Enkel Caspar Oskar Lütkens wandelte die Plantage später in einen Park um. Damals entstanden der künstliche Hügel mit dem Herrensitz (Villa Lütkens), der Eichtalteich, die Kastanienallee sowie Brücken und die Wegachsen. 1926 kaufte die damals noch selbstständige Stadt Wandsbek das Gelände und ließ es von Hermann Koenig zum öffentlichen Wandsbeker Stadtpark umgestalten. Die im Park befindliche Villa wurde bis zu ihrer Zerstörung 1943 im Zweiten Weltkrieg vom Heimatmuseum Wandsbek genutzt.

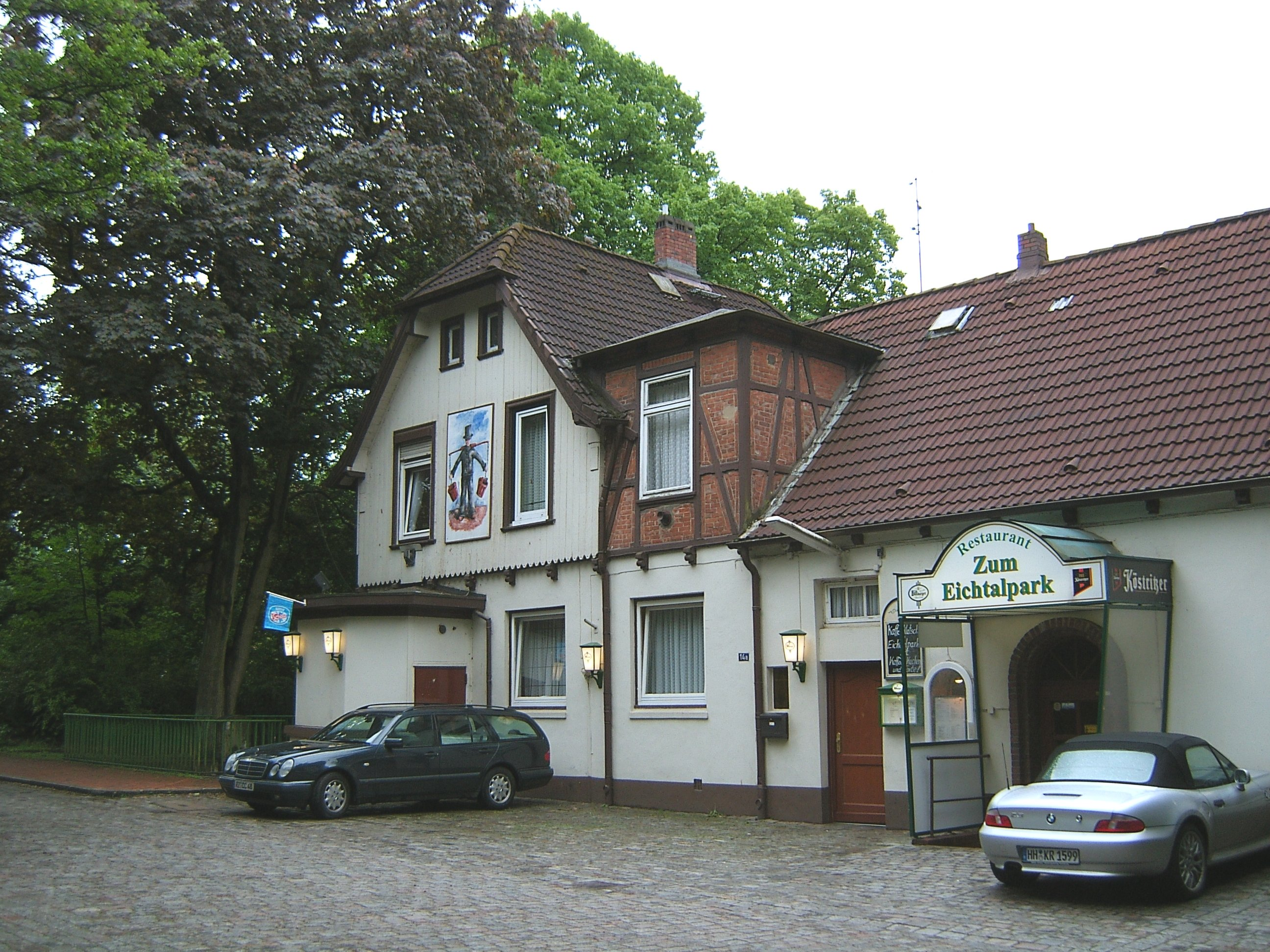
Restaurant Eichtalpark

## Sehenswürdigkeiten
- Das Torhaus, das südliche Eingangsbauwerk (zur Ahrensburger Straße) wurde 1927 als Bedürfnisanstalt errichtet, in die die beiden Sphinxe des Lütkens’schen Parkgrundstücks integriert wurden. Sie wurden von dem schwedischen Bildhauer Johann Wilhelm Manstadt ursprünglich für das Schimmelmann’sche Palais in der Hamburger Mühlenstraße geschaffen. Die Vorhalle diente auch als Warteraum für die Fahrgäste der damaligen Straßenbahn. Seit dem 1. September 2005 steht es unter Denkmalschutz.[4] Die Sanierung des Torhauses am Eichtalpark wurde 2019 abgeschlossen und zur kulturellen Nutzung dem Verein der Freunde des Eichtalparks übergeben.[5] Das Torhaus war 2022 Preisträger für Denkmalschutz der Patriotischen Gesellschaft von 1765 in Hamburg. Dazu wurde eine Plakette mit dem Symbol der Patriolischen Gesellschaft angebracht.[6]
- Das Restaurant Eichtalpark, eine ehemalige Wassermühle. Erste Erwähnung 1572, das jetzige Gebäude wurde 1888 nach Brand des Vorgängers errichtet. Nachdem 1928 das Gebäude in ein Restaurant umgewandelt wurde, ist erst 1930 das Wasserrad entfernt worden. Das Restaurant schließt zum 27. Dezember 2024. Danach wird das Gebäude saniert.[7][8][9]

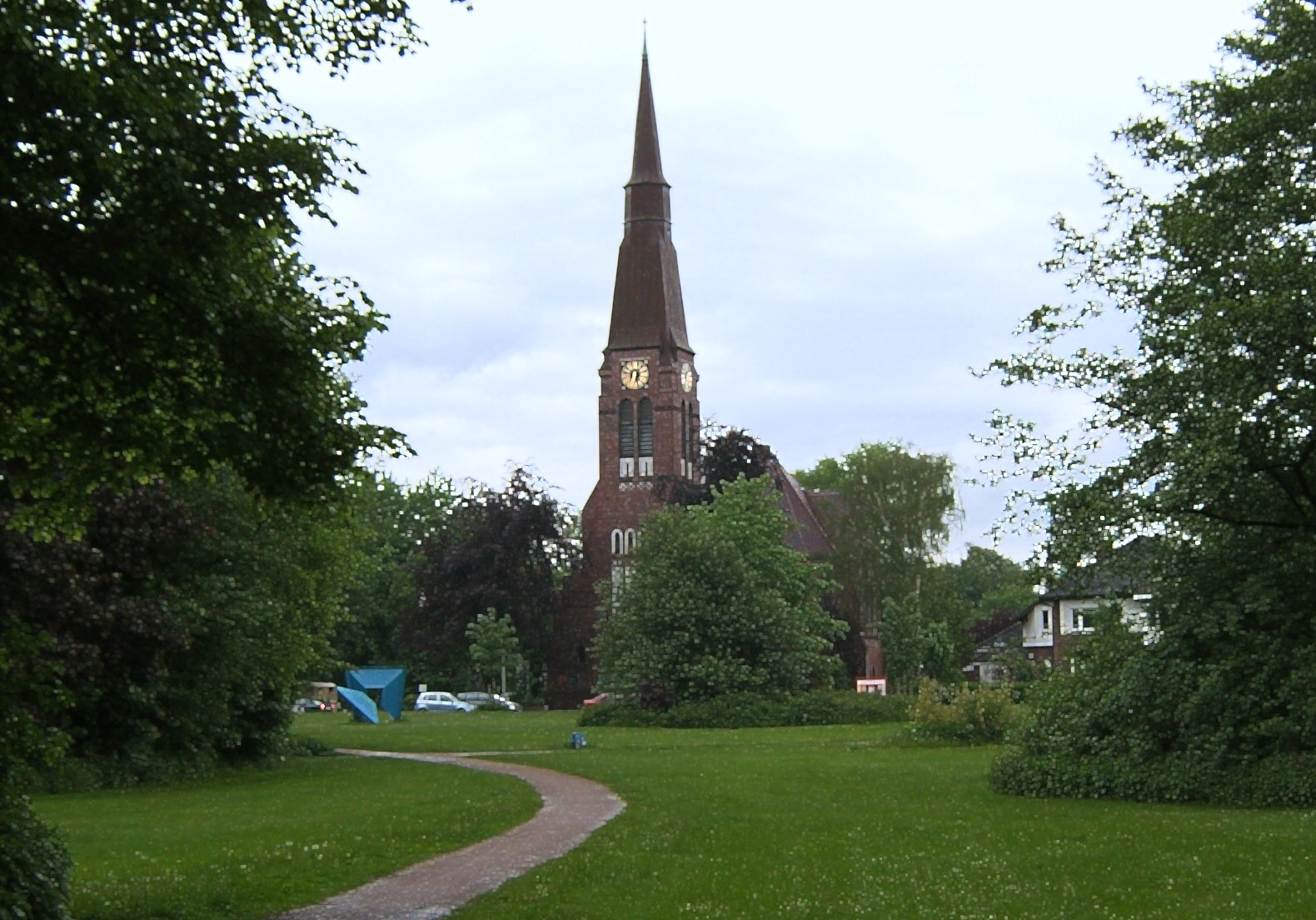
Kreuzkirche am Eichtalpark
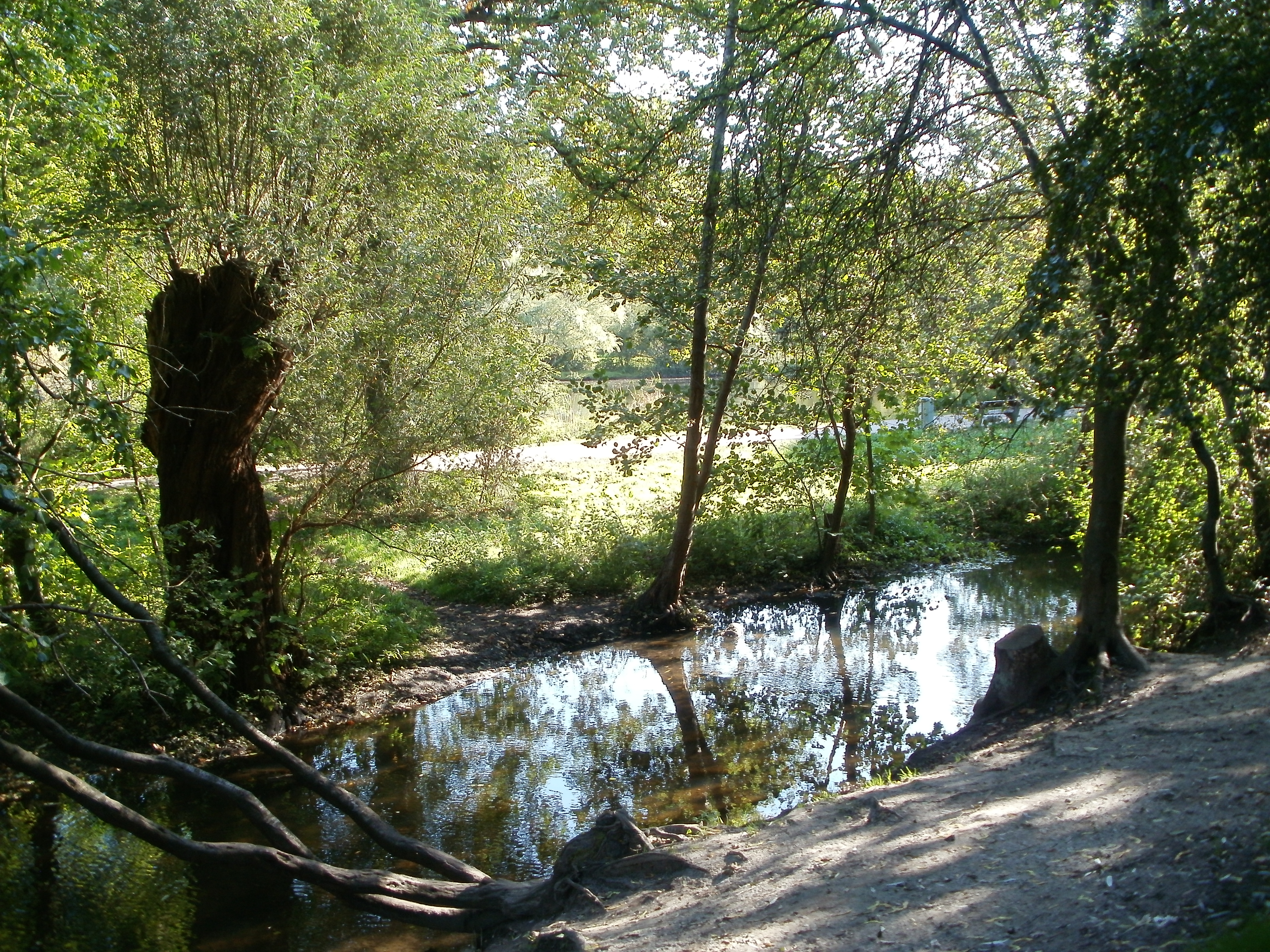
Wandse im Eichtalpark
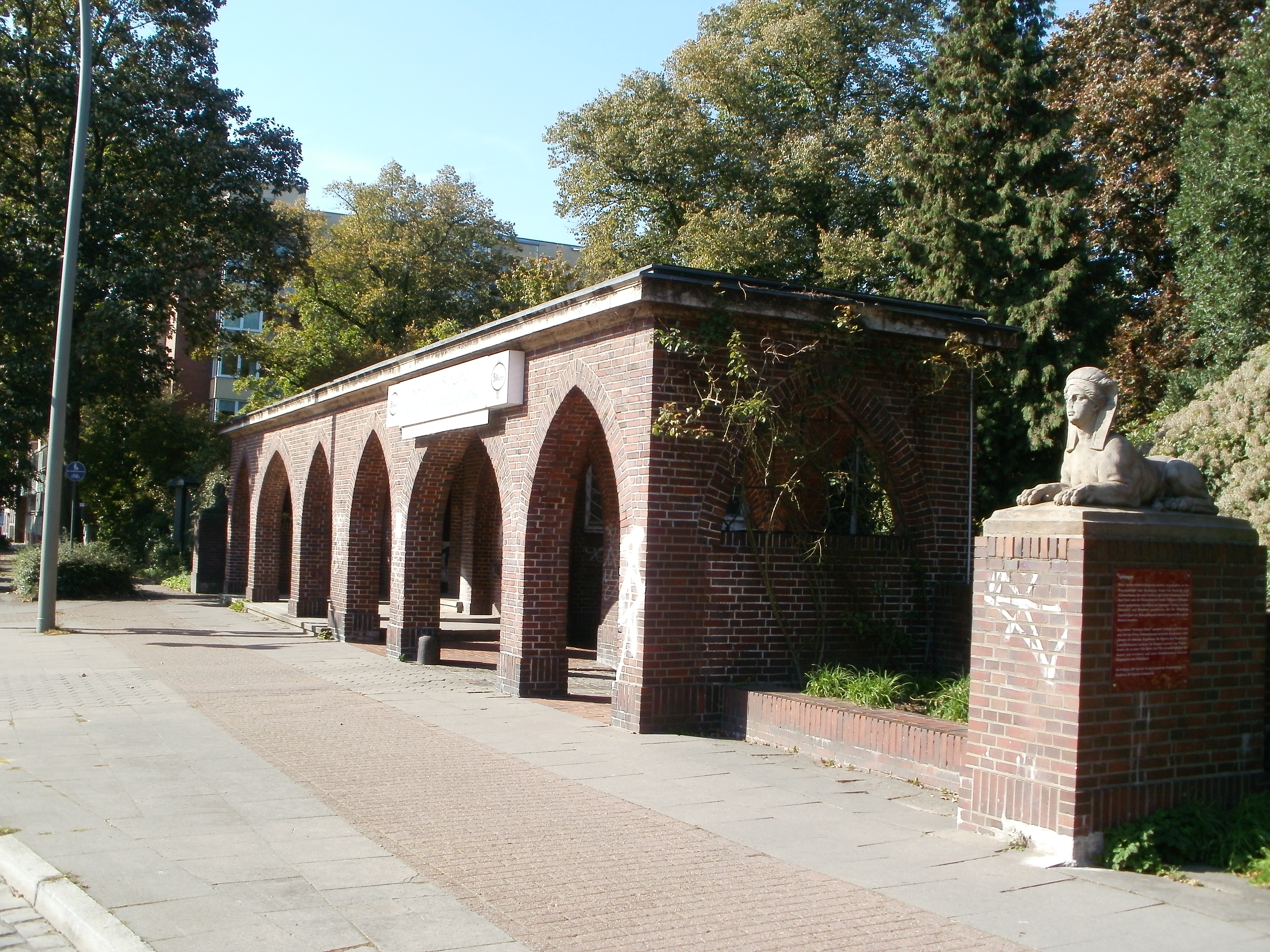
Eingang Eichtalpark mit Sphingen

## Sportanlagen
Östlich an den Eichtalpark grenzen der Botanische Sondergarten Wandsbek sowie der Sportpark Hinschenfelde des Sportvereins TSV Wandsetal. Zu ihm gehören ein Fußballstadion sowie eine Tennisanlage mit vier Sandplätzen.